# Llac Toba

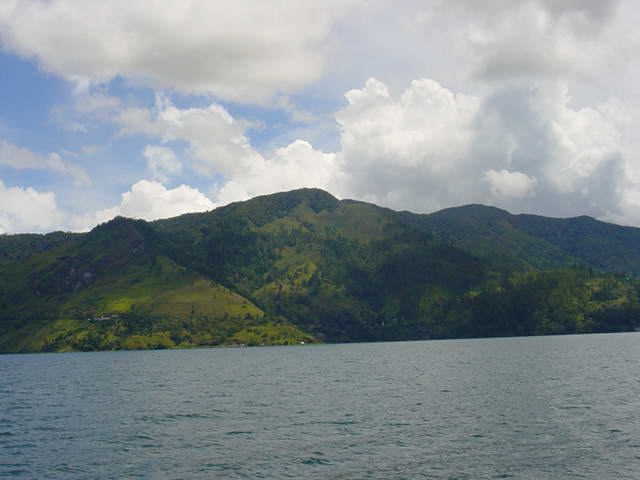
El llac Toba

El llac Toba (en indonesi: Danau Toba) és un gran llac d'origen volcànic, 100 km llarg i 30 km ample, al mig de la part del nord de l'illa indonèsia de Sumatra amb una elevació de superfície d'aproximadament 900 m, estenent-se des de 2.88° N 98.52° E fins a 2.35° N 99.1° E.
El 1949 el geòleg holandès Rein van Bemmelen va informar que el llac estava envoltat d'una capa de roques ignimbrites, i que el seu origen va ser una gran caldera volcànica. Posteriors investigadors van trobar cendra de riolita similar a la ignimbrita al voltant del llac Toba, a Malàisia i l'Índia, a una distància de 3.000 km. Alguns oceanògrafs van descobrir cendra del llac Toba en el fons de l'oceà Índic oriental i en el Golf de Bengala.
L'erupció del Toba ha estat datada fa uns 73.000 ±4.000 anys. S'ha estimat un índex d'explosivitat volcànica de 8, la qual cosa la converteix en l'exemple més recent d'una erupció supervolcànica, i probablement en la més poderosa erupció ocorreguda en els últims dos milions d'anys.
Els especialistes Bill Rose i Craig Chesner, de la Universitat Tecnològica de Michigan, van estimar la quantitat total de material erupcionat en uns 2.800 km³, dels quals 2.000 km³ corresponien a ignimbrites que van fluir sobre la superfície, mentre 800 km³ corresponen a cendres que van caure majoritàriament cap a l'oest, a causa de la direcció dels vents. Una explosió d'aquest tipus podria haver durat unes dues setmanes. L'explosió va originar el col·lapse d'una gran àrea, creant una extensa caldera que va resultar inundada, formant així el llac pròpiament dit. Posteriorment la base de la caldera va emergir formant Samosir, la península situada en el centre del llac, en l'actualitat una illa artificial. Aquest fenomen d'emersió és bastant freqüent en calderes de gran mida, aparentment a causa de la pressió ascendent del magma no erupcionat. Samosir és probablement la major caldera resurgida de la Terra. D'acord amb la teoria de la catàstrofe de Toba, de Stanley H. Ambrose l'expansió dels humans per la Terra es veié profundament influenciada per la gran erupció volcànica.
No es coneixen erupcions històriques del Toba, però hi ha hagut forts terratrèmols, el més recent dels quals fou el 1987, al llarg de la riba sud del llac. El subsòl marí de la costa oest de Sumatra ha experimentat diversos terratrèmols importants des de 1995, destacant el del 26 de desembre de 2004 de magnitud 9,0 i el del 28 de març de 2005 de magnitud 8,7.